# Poison – Box Set (Collector's Edition)
Poison – Box Set (Collector's Edition) lanzado en el 20 de enero de 2009, es una compilación de la banda de Hard rock, Poison. Contiene 3 discos con las canciones más exitosas de la banda.

## Disco: 1
1. "Every Rose Has Its Thorn"
2. "Unskinny Bop"
3. "Life Goes On"
4. "Stand"
5. "I Want Action"
6. "Look What the Cat Dragged In"
7. "Blame It on You"
8. "Good Love"
9. "Until You Suffer Some (Fire and Ice)"
10. "Fallen Angel"

## Disco: 2
1. "Your Mama Don't Dance"
2. "Something to Believe In"
3. "I Won't Forget You"
4. "Nothin' but a Good Time"
5. "Ride the Wind"
6. "(Flesh & Blood) Sacrifice"
7. "Lay Your Body Down"
8. "Let It Play"
9. "Life Loves a Tragedy"
10. "Theatre of the Soul"

## Disco: 3
1. "Talk Dirty to Me"
2. "Look but You Can't Touch"
3. "So Tell Me Why"
4. "Love on the Rocks"
5. "Doin' as I See on My TV"
6. "Bad to Be Good"
7. "Cover of the Rolling Stone"
8. "Native Tongue"
9. "Scream"
10. "Poor Boy Blues"

## Personal
- Bret Michaels - Voz
- C.C. DeVille - Guitarra principal
- Bobby Dall - Efectos de sonido y Bajo
- Rikki Rockett - Batería